# Monte Redentore (versante sud)
Monte Redentore (versante sud) este o arie protejată (arie specială de conservare — SAC, sit de importanță comunitară — SCI) din Italia întinsă pe o suprafață de 354 ha, integral pe uscat.

## Localizare
Centrul sitului Monte Redentore (versante sud) este situat la coordonatele 41°17′48″N 13°38′23″E / 41.296667°N 13.639722°E.

## Înființare
Situl Monte Redentore (versante sud) a fost declarat sit de importanță comunitară în iunie 1995 pentru a proteja 15 specii de animale. Situl a fost protejat și ca arie specială de conservare în decembrie 2016.

## Biodiversitate
Situată în ecoregiunea mediteraneană, aria protejată conține 1 habitat natural: Tufărișuri termo-mediteraneene și de pre-deșert.
La baza desemnării sitului se află mai multe specii protejate:
- păsări (13): fâsă-de-câmp (Anthus campestris), Apus pallidus, caprimulg (Caprimulgus europaeus), presură de grădină (Emberiza hortulana), șoim călător (Falco peregrinus), rândunică (Hirundo rustica), sfrâncioc roșiatic (Lanius collurio), ciocârlie de pădure (Lullula arborea), mierlă de piatră (Monticola saxatilis), pietrar mediteranean (Oenanthe hispanica), ciuf-pitic (Otus scops), turturică (Streptopelia turtur), Tachymarptis melba
- mamifere (1): liliac cu aripi lungi (Miniopterus schreibersii)
- nevertebrate (1): Melanargia arge

Pe lângă speciile protejate, pe teritoriul sitului au mai fost identificate 4 specii de plante, 2 specii de amfibieni, 1 specie de mamifere, 1 specie de nevertebrate.